# 1955年6月20日日食
1955年6月20日日食是一次日全食，發生於1955年6月20日（西半球的部分日偏食區域為6月19日）。新月當天（即朔日），地球上觀測到月球和太阳的角距離極小，此時月球如果恰好在月球交點附近，穿過太阳和地球之間，與地球、太阳接近一直線，則會出現日食。月球本影接觸地表而使該區域完全得不到陽光，就會形成日全食，同時在本影兩側數千公里的半影範圍內遮擋部分陽光，形成日偏食。此次日全食經過了英屬塞席爾、英屬馬爾地夫、錫蘭、印度安達曼群島、缅甸、泰国、柬埔寨、寮國、南越、南海諸島、菲律宾、太平洋群島託管地、巴布亞紐幾內亞領地、英屬索羅門群島，日偏食則覆蓋了亚洲中南部、非洲東部、澳大利亚東北半部及周邊部分地區。此次日全食是自1080年6月20日以來最長的一次，這一紀錄直到2150年6月25日才會打破。

## 日食概況

### 出現區域
英屬塞席爾（今塞舌尔）伯德島以西約40公里的印度洋西部洋面在日出時最先看到日全食，隨後月球本影向東北經過英屬塞席爾、英屬馬爾地夫、孟加拉灣、安達曼群島、中南半島，進入南海並覆蓋了部分島嶼，在民主礁（中国大陆今名黃岩島）西南約80公里的海面達到最大食分。此後本影逐漸轉向東南，經過了菲律宾、太平洋群島託管地（今屬帛琉的部分）和巴布亞紐幾內亞領地（今巴布亚新几内亚）兩個聯合國託管地、英屬索羅門群島（今所罗门群岛），最終在日落時分結束於哈夫琉阿島西南約17公里處。其中，全食帶共覆蓋了三個首都——錫蘭（今已更名為斯里蘭卡）可倫坡、泰国曼谷、菲律宾马尼拉。全食帶均在國際日期變更線以西，在6月20日看到日全食。
月球本影經過的陸地包括：
- 英屬塞席爾（今塞舌尔）：北島、伯德島、布比島（英语：Booby Island (Seychelles)）、阿里德島、丹尼斯島；
- 英屬馬爾地夫（今马尔代夫）：南至法富环礁極北端和瓦夫環礁北部，北至拉環礁和諾努環礁極南端的各島；
- 錫蘭（今斯里蘭卡）：南部省西北角、西部省除東南部外的大部、西北省除極西北角外的絕大部分、薩伯勒格穆沃省中北部、中央省、北中省除極西北和極東北端外的絕大部分、北部省極南部、烏沃省北半部、東部省除南部和極北端外的大部；
- 印度安達曼群島：北安達曼島除北端外的大部、中安達曼島、南安達曼島，及南至南森蒂納爾島（英语：South Sentinel Island）和姊妹群島（英语：The Sisters (Andaman)），北至北礁島（英语：North Reef Island (Andaman Islands)）、泰布爾島（Table）南半部、埃克塞爾西奧島（Excelsior）東南部、納孔達姆島的諸小島；
- 緬甸聯邦：德林達依省北半部（最北端除外）；
- 泰國：南至佛丕府中北部、春武里府北半部、北柳府除東南角外的大部、尖竹汶府極北端、沙繳府除南端外的大部，北至北碧府中南部、烏泰他尼府南部、素攀武里府除西北角外的絕大部分、猜納府中南部、北欖坡府南部、華富里府除北部外的大部、碧差汶府南端、猜也奔府南部、呵叻府除北端外的大部、坤敬府東南角、武里南府除北端外的絕大部分、瑪哈沙拉堪府南部、黎逸府南部、益梭通府南半部、安納乍能府中南部、烏汶府除北端外的絕大部分；
- 柬埔寨王国：馬德望省極北端、暹粒省中北部（今暹粒省北部和奧多棉吉省）、上丁省北半部（含今柏威夏省中北部和臘塔納基里省北部）；
- ：沙灣拿吉省南部、沙拉灣省除東北部外的大部及其以南各地；
- 南越（今屬越南）：承天省（今順化市）南部、廣南省（含今峴港市）、崑嵩省、嘉萊省北部、廣義省、平定省中北部；
- 南海诸岛：西沙群岛的中建島、華光礁、盤石嶼、浪花礁，及民主礁（中国大陆今名黃岩島）；
- 菲律賓：中央呂宋南半部、馬尼拉大都會、民馬羅巴區北部、卡拉巴松除奎松省北端外的絕大部分、比科爾除馬斯巴特省南半部外的大部、東米沙鄢北部；
- 太平洋群島託管地（今帛琉部分）：卡揚埃爾環礁；
- 巴布亞和紐幾內亞領地（今巴布亚新几内亚）：努庫馬努環礁（英语：Nukumanu Islands）；
- 英屬索羅門群島（英语：British Solomon Islands）（今所罗门群岛）：翁通爪哇環礁（英语：Ontong Java Atoll）北部。[3][4]

除了狹窄的全食帶內能看見日全食之外，月球半影覆蓋範圍內都能看到日偏食，包括北非東南角紅海沿岸、东非東部、阿拉伯半岛、伊朗東南部、阿富汗除西北邊境外的絕大部分、南亚、中國除新疆省（今新疆维吾尔自治区）北部和東北地區北半部外的大部、蒙古南部、朝鲜半岛、日本除本州極北端和北海道外的大部、东南亚、澳大利亚東北半部、密克羅尼西亞島群、美拉尼西亚島群、玻里尼西亞島群西部。其中絕大部分位於國際日期變更線以西，在6月20日看到日食，剩下很小一部分在6月19日看到日食。

### 基本參數
由於地球在遠日點附近，月球又在近地点附近，本次日全食的全食帶較寬，持續時間長，食分大。在全食帶的中心點（與持續時間最大的地點稍有些距離），本影在地面覆蓋了253.7公里，日全食持續了7分7.7秒，是沙羅周期136中的所有日全食中持續時間最長的一次，也是自1080年6月20日以來持續最長的日全食，本次日全食之後直到2150年6月25日才有持續時間更長的日全食發生。而公元前4000年至公元6000年間的23740次日食中日全食有6326次，其中持續時間比本次更長的僅41次，最長的2186年7月16日逼近理論極限的日全食共持續7分29秒。
- 類型：日全食
- 食甚中心處（位於南海民主礁西南約80公里的海面）資料：
  - 時間：1955年6月20日4:10:10.8
  - 地點：14°45.8′N 116°59.6′E / 14.7633°N 116.9933°E
  - 食分：1.0776（全食帶內最大）
  - 日全食持續時間：7分7.7秒

## 觀測
日本東京大學的東京天文台（今已併入國立天文台）派了觀測隊前往錫蘭，但由於當地的惡劣天氣，觀測未能成功。日本水路部（今改組為海洋情報部）則派了觀測隊到南越廣義省平山縣平順社西部沿海觀測日全食，全過程中沒有受到任何雲或霧的影響。觀測隊員稱這次全食階段與以往觀測過的歷次日全食相比特別黑暗，全食持續時間長也是造成這一現象的原因之一。觀測隊在當地成功拍攝了許多日冕圖片。一支小規模的美国觀測隊前往泰国觀測了日全食。而泰國王室成員中也有人到首都曼谷以北的大城府觀看此次日全食。此外，泰國廣播電台還向泰国全國廣播了一期日全食節目，這是泰国歷史上的首次此類廣播。

## 相關的日食

### 1953-1956年的日食
月球交替位於相對的月球交點時，以半個交點年（食年），即約177天又4小時間隔出現下列日食。
註：1953年2月14日和1953年8月9日的日偏食屬於上一組交點年系列。
| 降交點   | 降交點                   |          | 升交點                   | 升交點 |
| 沙羅周期 | 地圖                     | 沙羅周期 | 地圖                     |        |
| 116      | 1953年7月11日 偏食（北） | 121      | 1954年1月5日 環食        |        |
| 126      | 1954年6月30日 全食       | 131      | 1954年12月25日 環食      |        |
| 136      | 1955年6月20日 全食       | 141      | 1955年12月14日 環食      |        |
| 146      | 1956年6月8日 全食        | 151      | 1956年12月2日 偏食（北） |        |

### 沙羅周期
沙羅週期長度為18年11天。本次日食屬於沙羅週期136，共包含71次日食，依次為1360年6月14日至1486年8月29日的8次日偏食、1504年9月8日至1594年11月12日的6次日環食、1612年11月22日至1703年1月17日的6次全環食（亦稱混合食）、1721年1月27日至2496年5月13日的44次日全食、2514年5月25日至2622年7月30日的7次日偏食，總共歷時1262.11年。其中最長的全食發生於1955年6月20日，共持續了7分8秒。
下表列舉了1865年至2100年間發生的屬於該週期的日食，是第29至42次：
| 28            | 29            | 30            |
| ------------- | ------------- | ------------- |
|               | 1865年4月25日 | 1883年5月6日  |
| 31            | 32            | 33            |
| 1901年5月18日 | 1919年5月29日 | 1937年6月8日  |
| 34            | 35            | 36            |
| 1955年6月20日 | 1973年6月30日 | 1991年7月11日 |
| 37            | 38            | 39            |
| 2009年7月22日 | 2027年8月2日  | 2045年8月12日 |
| 40            | 41            | 42            |
| 2063年8月24日 | 2081年9月3日  | 2099年9月14日 |

## 資料來源
1. ↑  樊忠玉. . 中国天文科普网.   [2016-04-15]. （原始内容存档于2014-09-17）.
2. 1 2 3  Fred Espenak. . NASA Eclipse Web Site.   [2016-04-15]. （原始内容存档于2020-10-24）.（英文）
3. ↑  Fred Espenak. . NASA Eclipse Web Site.   [2016-04-15]. （原始内容存档于2020-10-23）.（英文）
4. ↑  Xavier M. Jubier. .   [2016-04-15]. （原始内容存档于2019-11-04）.（法文）（英文）
5. ↑  Fred Espenak. . NASA Eclipse Web Site.   [2016-04-15]. （原始内容存档于2008-08-29）.（英文）
6. ↑  Fred Espenak. . NASA Eclipse Web Site.   [2016-04-15]. （原始内容存档于2014-12-31）.（英文）
7. ↑  Kuniji Saito. . Publications of the Astronomical Society of Japan: 126–141.   [2016-04-19]. （原始内容存档于2020-05-13）.（英文）
8. ↑  . 泰國國家天文研究所.   [2016-04-19]. （原始内容存档于2016-03-30）.（英文）
9. ↑  Fred Espenak. . NASA Eclipse Web Site.（英文）

## 外部連結
- NASA日食專頁（页面存档备份，存于）（英文）
- 可見區域圖和時間統計：由弗雷德·埃斯佩纳克做出的日食預報，NASA/GSFC
  - Google互動地圖呈現的日食範圍
  - 貝塞爾元素
- Google地圖顯示的日全食和日偏食範圍（页面存档备份，存于）（法文）（英文）

| \| \| 日食 \|                              |                              |                                            |
| 上一次日食： 1954年12月25日日食 （日環食） | 1955年6月20日日食 （日全食） | 下一次日食： 1955年12月14日日食 （日環食） |
| 上一次日全食： 1954年6月30日日食           | 1955年6月20日日食 （日全食） | 下一次日全食： 1956年6月8日日食            |
|                                            | 日食                         |                                            |